# 家族のそれから
『家族のそれから』（かぞくのそれから）は、ひぐちアサによる日本の漫画作品。『月刊アフタヌーン』（講談社）にて2000年2月号から2000年5月号まで連載された。単行本はアフタヌーンKCより全1巻が刊行。2018年7月23日に発売された『ひぐちアサ 初期傑作選』第1巻にも全話が再録されている。

## あらすじ
母を亡くしたトオルとメグの兄妹は、一ヶ月前に母と再婚した義父ケンジと共同の生活を送ることになる。空回りしながらも、前に進もうとする三人の姿を描いた作品。

## 主な登場人物
トオル（八木沢徹）
高校生（17）、新聞配達のアルバイトを行っている。母の生前は水泳部の副部長を務めていた。母の再婚に猛反対をしていた。メグを養わなければならないという思いと、ケンジの世話になりたくないという思いの中で葛藤している。メグからはマザコンと評される。
メグ（八木沢恵）
高校生（16）、八木沢家の家事全般を担っている。母の生前は弓道部に所属していた。
ケンジ（八木沢ケンジ）
小学校教師（26）、ハツコの再婚相手。周囲の猛反対を押し切ってハツコと結婚した。ハツコとの思い出に関わるものを見ては、しばしば泣く。
ハツコ（八木沢ハツコ）
トオルとメグの母親でケンジの結婚相手。劇中では既に故人であり回想にのみ登場する。生前は小学校教師をしていた。

## 単行本について
単行本にはアフタヌーン四季賞受賞作品である『ゆくところ』が収録されている。また単行本のカバーには春をイメージした背景とともにメグが描かれている。『ヤサシイワタシ』の2巻まで単行本のカバーには同様の描写がなされている（ヤサシイワタシ#1はヤエと夏、ヤサシイワタシ#2はスミオと秋）。

## 書誌情報
- ひぐちアサ『家族のそれから』講談社〈アフタヌーンKC〉、2001年6月20日発売[2]、ISBN 4-06-314265-5